# Gusti Jirku
Augustina Jirku, dite Gusti (née le 28 août 1892 à Tchernivtsi et morte le 13 mars 1978 à Lidingö) est une écrivaine suédoise germanophone, journaliste, traductrice du slovène vers l'allemand, notamment des œuvres d'Ivan Cankar. Elle participe aux Brigades internationales durant la Guerre d'Espagne, dans le service sanitaire.
Pendant la Seconde Guerre mondiale, alors qu'elle est réfugiée en Suède, elle travaille pour le renseignement soviétique qui la considère comme un agent dévoué et de toute confiance. En 1943/1944 elle joue un rôle importante dans la politique de la Finlande vis-à-vis de l'Union soviétique.
Tout au long de sa vie, elle utilise plusieurs noms : Augustina Mayer, Augustina Jirku, Gusti Jirku, Gusti Stridsberg et, durant son activité d'espionnage, Klara. Le lien entre toutes ces identités a parfois pris du temps.

## Biographie
Gusti Jirku est née sous le nom d'Augustina Franziska Mayer le 22 août 1892 à Tchernivtsi qui fait alors partie de l'Empire austro-hongrois, dans une famille aisée. Son père (-1905) est un banquier d'origine juive, converti au catholicisme, sa mère a des origines françaises. Elle grandit à Vienne où elle reçoit une bonne éducation. Elle étudie au lycée Schwarzwald dirigé par la première femme autrichienne titulaire d'un doctorat.
Augustina Mayer voyage, passe des vacances en famille en Italie, en Suisse, aux Pays-Bas, en Belgique et au Royaume-Uni, ce qui contribue à ses compétences linguistiques. Elle obtient un diplôme de professeure d'anglais.  
Pendant la Première Guerre mondiale, elle est infirmière à l'hôpital général de Vienne où elle rencontre son futur mari Bernhard Jirku, un étudiant en médecine. Ils se marient en 1916 et s'installent à Hartenstein, à proximité de la ville slovène de Gradec où Bernard Jiru est en poste. Ils ont une fille, Margietta, pour laquelle ils engagent un professeur de slovène en 1924, Franc Kavčič. Bientôt Gusti Jirku se met également à étudier intensivement le slovène avec lui. 

### La traduction du slovène
Gusti Jirku s'intéresse particulièrement à l'écrivain Ivan Cankar et publie en 1929, sa première traduction en allemand, Der Knecht Jernej qui est bien accueilli et vaut à sa traductrice son entrée en littérature. En 1930, elle publie une traduction de Hiša Marije Pomočnice sous le titre Das Haus der barmherzigen Mutter Gottes. Ses traductions sont publiées dès 1928 et peut-être avant, dans plusieurs journaux, comme Prager Tagblatt (Prague), Magdeburgische Zeitung (Magdebourg) , Marburger Zeitung (Maribor), Morgenblatt (Zagreb) ou encore  Neue Wiener Tagsblatt (Vienne). Erwin Köstler estime cependant que la qualité de la traduction de Gusti Jirku est problématique,.
En 1931, elle publie son premier roman personnel, zwischen den Zeiten .

### L'Union soviétique
Elle quitte son mari et s'installe à Vienne fin 1929. À la suggestion de l'éditeur du journal Der Wiener Tag, elle part en Union soviétique pour écrire une série d'articles sur la vie quotidienne en URSS. Ces articles marquent son entrée dans un genre journalistique qui sera appelé plus tard "nouveau journalisme" et vont influencer sa future production littéraire. Elle séjourne trois mois à Moscou. Elle obtient un travail temporaire à la radio, au service des nouvelles étrangères et donne des cours de langue à l'Internationale des jeunes communistes à Moscou et ensuite à Vienne et Genève. À partir de 1932, elle vit alternativement à Moscou, à Vienne ou à Prague,,.
À cette époque, elle rencontre Vilim Horvaj (1901-1938), ancien secrétaire de la Ligue des jeunesses communistes de Yougoslavie en Croatie en exil depuis 1929 pour échapper à une condamnation aux travaux forcés. Elle devient agente de liaison pour le Parti communiste yougoslave clandestin en Autriche et sa maîtresse, utilisant sa couverture de journaliste et son passeport tchécoslovaque pour ses missions. Vilim Horvaj est rappelé à Moscou durant l'automne 1933 et elle l'accompagne. Alors qu'il tombe rapidement en disgrâce après avoir tenu des propos qui ont déplu aux autorités, elle est chargée de plusieurs fonctions à responsabilité, notamment au sein de l'Internationale des jeunes communistes. On lui propose même la citoyenneté soviétique, qu'elle décline. Ce qui mène à penser qu'elle est plus proche du Parti communiste, contrairement à ce qu'elle affirme dans ses mémoires,.
Vilim Horvaj n'est plus autorisé à quitter l'URSS mais il réussit à en faire sorti Gusti Jirku avec un faux passeport et des billets de train pour Paris. À Saarbrücken, elle est arrêtée par la Gestapo, apparemment informée de son voyage; Après quelques semaines de prison et l'intervention de quelques relations, elle est libérée.

### Les Brigades internationales
Pendant la Guerre civile espagnole, Gusti Jirku s'engage aux côtés des Républicains et devient assistante médicale dans les Brigades internationales début 1937. Elle est nommée ensuite rédactrice en chef adjointe de l’hebdomadaire Ayuda Medical Internacional. Elle multiplie alors les séjours sur le front et dans les hôpitaux pour écrire ses articles et participe à la conférence des femmes antifascistes d’Espagne le 30 octobre 1937 à Valence, où elle fait la connaissance de plusieurs suédois et suédoises, dont Babro Alving, l’envoyée du Dagens Nyheter, et Georg Branting.
En juin 1938, elle travaille à Barcelone et publie deux brochures sur le rôle des femmes et celui du service sanitaire dans le conflit : Kampf dem Tode. Die Arbeit des Sanitätsdienstes der Internationalen Brigaden (1938) et Wir kämpfen mit! Antifaschistische Frauen vieler Nationen berichten aus Spanien (1938), toutes deux fidèles à la dialectique soviétique.
Elle est toujours préoccupée par le sort de Vilim Horvaj, multiplie les démarches auprès des dirigeants communistes présents en Espagne, dont le commandant de la 15e BI Vladimir Ćopić et, selon ses dires, le nouveau secrétaire du Parti Josip Broz (Tito). Cette dernière rencontre est cependant à prendre avec circonspection, sa crédibilité est notamment mise en doute par Lise London. Après avoir passé dix-huit mois en Espagne et, alors que les Brigades internationales  commencent à se dissoudre à l'automne 1938, Gusti Jirku traverse illégalement la frontière française et séjourne quelque temps à Paris où elle écrit des feuilletons pour le Pariser Tageszeitung, un quotidien en langue allemande,.

### La Suède
Gusti Jirku donne une conférence à Anvers sur le sort des enfants espagnols. Grâce au bourgmestre Camille Huysmans, elle obtient un permis de séjour en Belgique mais gagne finalement Copenhague en octobre 1938 puis émigre en Suède et s’installe à Stockholm début 1939.
Interrogée par la police suédoise en juin 1939, elle se présente comme juive, persécutée, sans parti, mais ne cache pas ses activités antifascistes, ni ses séjours à Moscou et en Espagne. Elle participe à la rédaction de Morgonbris, le journal de l'association des femmes du parti social-démocrate, s'intègre rapidement dans la société suédoise.
Ses activités féministes et antinazies attirent à nouveau l'attention des autorités. Craignant d’être expulsée de Suède, elle épouse Hugo Stridsberg, un communiste suédois, ancien des Brigades Internationales, et peut ainsi acquérir la nationalité suédoise.

### Le Renseignement pour l'URSS
Zoia Rybkina, une officière du  NKVD lui confie, en 1941, la mission de recruter des agents en Scandinavie pour organiser des sabotages et favoriser la politique extérieure soviétique. En échange, l'officière s’engage à lui fournir des renseignements sur Vilim Horvaj, toujours détenu en URSS, promesse qu’elle ne tiendra pas. Sous le nom de Klara, Gusti désormais Stridsberg devient un rouage important et de confiance, elle anime le réseau d'agents soviétiques à Stockholm parmi lesquels figure Georg Branting. La fille de Gusti Stridsberg, Marietta Jirku, alors étudiante à San Francisco fait partie du réseau dans lequel elle est chargée du transfert des fonds soviétiques,.
Gusti Stridsberg est considérée par les services soviétiques de renseignement comme leur agent le plus important à Stockholm mais, après la guerre, ils la soupçonnent d'être devenue un agent double et prennent leurs distances. À la même période, Gusti Stridsberg apprend que Vilim Horvaj a été exécuté durant les purges staliniennes avant même la guerre et que cette information lui a été cachée.
En 1954 les services secrets suédois reçoivent des informations provenant d'agents soviétiques transfuges, Vladimir et Jewdokia Petrow, sur les activités de l'agente Klara de 1943 à 1947. Ils identifient rapidement Klara comme étant Gusti Stridsberg et la mettent sur écoute. En septembre 1955, elle est convoquée par la Säkerhetspolisen (police de sécurité, Säpö). Elle minimise son rôle d'agente, nie avoir agi contre la Suède et prétend avoir rompu avec le NKVD peu après la guerre. L'affaire est classée,.
Dans les années 2010, les historiens Michael Scholz et Wilhelm Agrell analysent les écrits autobiographiques de Gusti Jirku, les archives policières suédoises et les télégrammes soviétiques décodés par les services secrets américains grâce au projet Venona et déclassifiés en 1996. Ils découvrent que Gusti Jirku-Stridsberg a servi d'informatrice pour les services secrets soviétiques durant la Seconde guerre mondiale, sous le nom de Klara. Les télégrammes établissent formellement qu'elle fait partie du réseau d'agents de renseignements soviétiques, au moins durant les années 1943-1944 et que son rôle est bien plus important que ce qu'elle a déclaré à la police suédoise. Son activité de journaliste n'est qu'une couverture pour le renseignement. L'agente Klara a collecté des sources ouvertes, elle a également rassemblé des informations exclusives dans les cercles diplomatiques et gouvernementaux de Stockholm. Les télégrammes montrent également ses contacts avec le milieu des opposants pacifiste finlandais et qu'elle a transmis les réflexions des finlandais à ses contacts soviétiques,,.
Il est à noter que le matériel de la National Security Agency (NSA) est très dense et une analyse erronée a d'abord conduit à identifier, par erreur, Gusti Stridsberg et sa fille comme des agentes à San Francisco. Elles apparaissent en fait dans les télégrammes entre Moscou et San Francisco uniquement parce que les fonds soviétiques transitaient par San Francisco où vivait la fille de Gusti Stridsberg,.

### Les récits autobiographiques
Gusta Jirku écrit plusieurs autobiographies. La première, porte sur la Yougoslavie (Skuggspel i Jugoslavien) et paraît en 1946. Elle y exprime ses doutes sur le nouveau régime communiste. Menschen, Mächte und ich paraît en allemand en 1961, sous le nom de Gusti Stridsberg. Selon Hervé Lemesle, ce livre nécessite une lecture critique. Il est violemment anti-stalinien bien qu'elle ait elle-même été adepte du stalinisme, porte parfois des accusations injustes et minimise son rôle d'agente, en contradiction avec les informations disponibles aujourd'hui. En 1966, elle publie, en suédois, Tänk inte med hjärta. Là encore, selon Michael Scholz, elle donne une image déformée de son activité à Stockholm, le but étant surtout, d'après lui, de détourner l'attention de son activité d'espionne.
Selon Michael Scholz, les écrits autobiographiques de Gusti Jirku, son engagement dans la guerre d'Espagne, ses auditions par la police suédoise montrent avant tout un fort sentiment antinazi.
Elle meurt le 13 mars 1978 à Lidingö en Suède. Elle est enterrée au cimetière catholique de Stockholm.

## Publications

### Sous le nom deGusti Jirku
- Zwischen den Zeiten; Leipzig, E.P. Tal, 1931
- Wir kämpfen mit! , Ayuda Medica Extranjera, 1938
- Kampf dem Tode! Die Arbeit des Sanitätsdienstes der internationalen Brigaden, Madrid, Friedrich-Ebert-Stiftung
- Skuggspel i Jugoslavien, 1946 (autobiographie)

#### Traductions
- Ivan Cankar, Mein Leben, Wieser Verlag GmbH, 2020,  (ISBN 9783990293973)
- Ivan Cankar, Der Knecht Jernejn Vienne, Niethammer-Verlag, 1929
- Ivan Cankar, Das Haus zur barmherzigen Mutter Gottes, Vienne, Niethammer-Verlag, 1930

### Sous le nom deGusti Stridsberg
- Vår stund med varandra, Stockholm, Rabén & Sjögren, 1968
- Hjärtats äventyr, Stockholm, Rabén & Sjögren, 1967
- Slottet vid gränsen, Stockholm, Raben & Sjögren, 1965
- Mine fem liv, Stavanger, Stabenfeldt, 1963
- Viisi maailmaani, Jyväskylä, Gummerus, 1963
- Medizinische Ausbildung in Schweden, Stockholm, Schwedisches Institut für kulturellen Austausch mit dem Auslande, 1962
- Menschen, Mächte und ich, Hambourg, Hoffmann und Campe, 1961 (autobiographie)
- Tänk inte med hjärtat , 1966 (autobiographie)